# Tiracola albifusca
Tiracola albifusca là một loài bướm đêm trong họ Noctuidae.